# Kyllinga microstyla
Kyllinga microstyla är en halvgräsart som beskrevs av Charles Baron Clarke. Kyllinga microstyla ingår i släktet Kyllinga och familjen halvgräs. Inga underarter finns listade i Catalogue of Life.